# Українська держава (серія монет)
«Украї́нська держа́ва» — серія пам'ятних монет, започаткована Національним банком України у 2022 році.
|                               |  |  |
| Перша монета серії - Наш герб |  |  |

Присвячена головним атрибутам держави, символам України, в яких втілюється національна ідея, відображається державна історична тяглість. 

## Монети у серії
- Наш герб
- Наш стяг
- Наш гімн